# Пузановка (Калужская область)
Пузановка — деревня в Думиничском районе Калужской области России. Входит в сельское поселение «Деревня Высокое».

## История
Пузановка образовалась в последней четверти 18 века — приблизительно в то же время, что и соседние деревни Пыренка, Широковка, Кожановка.
В 1859 г. в Пузановке было 48 дворов, 261 житель. Находилась она в казенном владении. Основным занятием мужчин была добыча железной руды для Мальцовских заводов. Её отвозили на конных подводах за 30-40 верст, получая за пуд 10-12 копеек. После того, как была построена железная дорога Людиново — Шахта, расценки снизились до 5 коп.
В 1861 возле Пузановки обнаружены залежи каменного угля.
В 1913 году — 624 жителя, школа церковно-приходская.
1930-е гг. — 153 двора, колхоз имени Молотова (существовал с 1930 по 1954), кустарные предприятия по производству кирпича. В 1940 колхозники сельхозартели им. Молотова получили на трудодень по 3 кг зерна (а также за сезон — по ведру мёда и по фляге конопляного масла), что указывает на твердое экономическое положение хозяйства.
Во время войны Пузановка была освобождена от оккупантов в ходе Жиздринской операции в феврале-марте 1943 г.
В 1954 г. колхоз имени Молотова вошел в состав совхоза «Красный Октябрь».
Население д. Пузановка по переписи 2010 г. — 12 человек: 6 мужчин и 6 женщин.

## Знаменитые земляки
- В Пузановке родился генерал-майор Василий Иванович Ильюшенко.